# Route européenne 115
Pour les articles homonymes, voir Route 115.
La route européenne 115 est une route reliant Jaroslavl à Novorossiisk en passant par Moscou et Rostov-sur-le-Don.
La partie méridionale de la route européenne  (tronçon Moscou - Rostov-sur-le-Don) porte également la numérotation russe M4 .